# Pascale Marthine Tayou
Pascale Marthine Tayou, né en 1966 à Nkongsamba, Cameroon, est un artiste plasticien camerounais. 
Il a commencé sa carrière d'artiste dans les années 1990 et a réalisé des expositions au Cameroun, en Allemagne, en France et en Belgique, entre autres. Autodidacte, son travail combine divers médiums et cherche à redéfinir artistiquement la culture postcoloniale et à soulever des questions sur la mondialisation et la modernité. 
Il est représenté par Galleria Continua.

## Biographie
Dès le début de sa carrière, Pascale Marthine Tayou ajoute un “e” à ses deux prénoms, pour leur donner une terminaison féminine, se distançant ainsi avec ironie de l'importance de la paternité artistique et de l'assignation masculin/féminin. Il en va de même pour toute réduction à une origine géographique ou culturelle spécifique. En ce sens, ses œuvres ne se contentent pas de servir de médiateur entre des cultures, ou d'établir d'ambivalentes relations entre l'homme et la nature, mais elles sont également élaborées avec la conscience de leur statut de constructions sociales, culturelles ou politiques. Son travail est délibérément mobile, hétérogène et échappe aux schémas préétablis. Il se caractérise par sa variabilité, puisqu'il refuse de s'en tenir à un unique médium ou à un ensemble particulier de problèmes. Ses thèmes peuvent donc être multiples, mais prennent tous pour point de départ l'artiste lui-même, en tant que personne. Il est toujours intimement lié à l'idée de voyage et de la prise de contact avec ce qui est autre que soi, tout en étant spontané au point de paraître presque désinvolte. Les objets, sculptures, installations, dessins et vidéos produits par Tayou ont tous une caractéristique commune : ils se concentrent sur un individu évoluant à travers le monde et explorant le problème du village global. C'est dans ce contexte qu’il négocie ses origines africaines et les attentes qui en découlent.
Tayou est connu d'un large public international depuis le début des années 1990. Une première série d'œuvres consacrées au sida l'ont fait connaître en 1994. Depuis, il a abordé d'autres thèmes contemporains, tels que la ruralité ou la mondialisation.
Au début des années 2000, il s'installe en France à l'hôtel La Louisiane. En septembre 2002, il installe son œuvre "Green Labyrinthe" lors de l'exposition Game of Power. Il y exposera également en 2007 dans le Currating Contest.
Sa carrière a pris une plus grande ampleur encore depuis sa participation à la Documenta 11 de Cassel (Allemagne, 2002) et à la Biennale de Venise (Italie, 2005 et 2009). Il a également exposé à la Triennale de Turin (Italie, 2008), à la Tate Modern de Londres (Royaume-Uni, 2009), à la Biennale de Gwangju Corée du Sud, 1997 et 1999), ainsi qu’à Santa Fe (États-Unis, 1997), Sydney (Australie, 1997), La Havane (Cuba, 1997 et 2006), Liverpool (Royaume-Uni, 1999), Berlin (Allemagne, 2001), São Paulo (Brésil, 2002), Munster (France, 2003), Istanbul (Turquie, 2003) et Lyon (France, 2000 et 2005). Son travail a été accueilli dans des musées comme le MACRO (Rome, Italie, 2004 et
2013), le S.M.A.K. (Gand, Belgique, 2004), MARTa Herford (Herford, Allemagne, 2005), Milton Keynes Gallery (Milton Keynes, Royaume-Uni, 2007), Malmö Konsthall (Malmö, Suède, 2010), Mudam (Luxembourg, 2011), La Villette (Paris, France, 2012), KUB (Bregenz, Autriche, 2014), Fowler Museum (Los Angeles, États-Unis, 2014), la Serpentine Sackler Gallery (London, Angleterre, 2015), Bozar (Bruxelles, Londres, 2015), le Musée de l’Homme (Paris, 2015) et le CAC Malaga (Espagne, 2015).

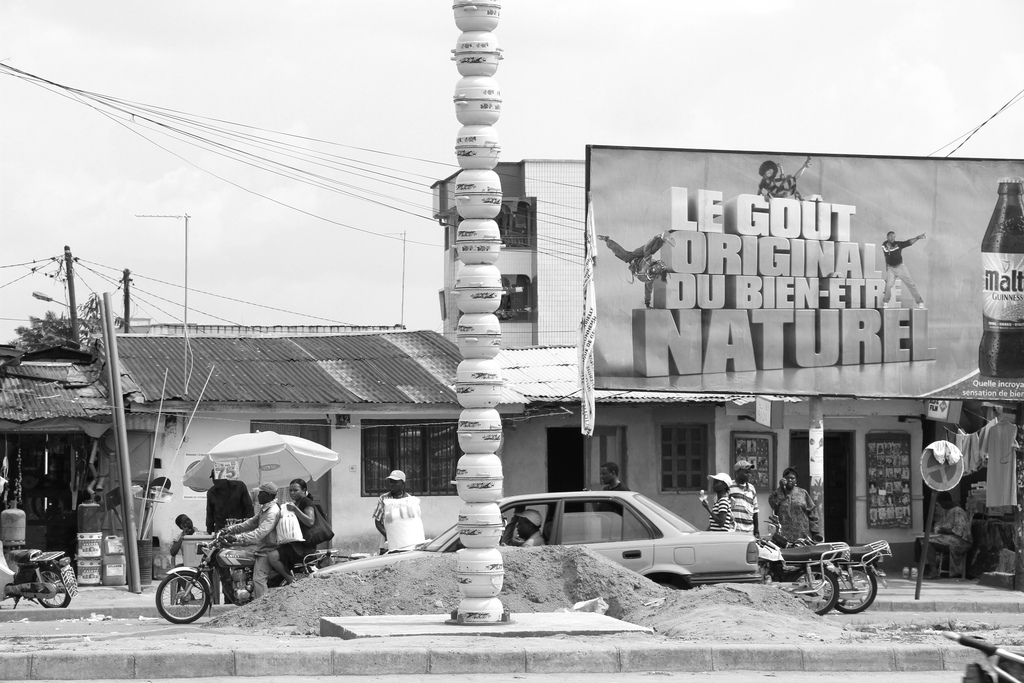
Pascale Marthine Tayou, Colonne Pascale, SUD-Salon Urbain de Douala, Douala, 2010. Photo Roberto Paci Dalò

En juin 2015, l'œuvre qu'il a réalisée à Donetsk trois ans auparavant, Make Up!, est détruite par des rebelles pro-russes.
En août 2018, Pascale Marthine Tayou devient le quatrième "sponsor artistique" du club de foot milanais AS Velasca fondé par l'artiste Wolfgang Natlacen.
Pascale Marthine Tayou vit et travaille en Belgique.

## Expositions
- Musée du Louvre le 18 novembre 2011 : « Faces à faces »

Dans une conversation avec Thierry Raspail, directeur du MAC, Lyon, l’artiste Pascale Marthine Tayou revient sur son intérêt pour l’hybridation des formes et leur circulation en dépit des frontières, et sur sa pratique du détournement d’objets usuels et de rebut.
- la Colonne Pascale présentée au salon urbain de Douala (SUD) en 2010.
- Musée d'art contemporain de Lyon 24 février - 15 mai 2011
- Mudam 18/06/2011 - 11/09/2011
- Plastic Bags en Gare de Paris-Saint-Lazare depuis le 15 mai 2012
- les Poings d'eau : cinq fontaines installées en 2012 près de la porte de Montreuil lors de l'inauguration de la ligne de tramway T3b à Paris, en France
- Les « Petits riens [5],[6] », Vingt-trois installations et assemblages, présentés à la Collection Lambert, à Avignon, du 1er juillet au 19 novembre 2023